# NGC 2082
NGC 2082 (другие обозначения — ESO 86-21, IRAS05415-6419, PGC 17609) — спиральная галактика с перемычкой (SBb по классификации Хаббла, SB(r)b по классификации де Вокулёра) в созвездии Золотой Рыбы. Находится на расстоянии 18,5 Мпк, её диаметр около 10 кпк. Галактика повёрнута плоскостью диска к наблюдателю. Она удаляется от нас со скоростью 1195 км/с.
Этот объект входит в число перечисленных в оригинальной редакции «Нового общего каталога».
В галактике в 1992 году наблюдалась вспышка сверхновой типа II, получившей обозначение SN 1992ba; её пиковая видимая звездная величина составила 14,0m. Сверхновая находилась на краю диска, в 25 угловых секундах к западу от ядра, в одном из ярких голубых узлов в западном спиральном рукаве.
Галактика NGC 2082 входит в состав группы галактик NGC 1947. Помимо NGC 2082, в группу также входят NGC 1892 и NGC 1947.
В радиоизображениях галактики (диапазоны от 0,9 до 9 ГГц) основной деталью является яркий компактный радиоисточник J054149.24–641813.7, находящийся в 20 угловых секундах к юго-западу от центра и не связанный со сверхновой SN 1992ba. Ему не соответствует какая-либо особенность в оптическом диапазоне, как и в других электромагнитных диапазонах. Он проявляет небольшую (несколько процентов) линейную поляризацию. Отмечается также наличие гораздо более слабого радиоисточника в почти противоположной области диска. Спектральный индекс источника J054149.24–641813.7 плоский, что предполагает его тепловое происхождение (маловероятно, что это радиопульсар или остаток сверхновой). Наиболее правдоподобной гипотезой является фоновая природа этого источника (например, активного галактического ядра, квазара или радиогалактики), светящего сквозь случайно оказавшуюся на луче зрения галактику NGC 2082.